# De antwoorden op de grote vragen
De antwoorden op de grote vragen (Engels: Brief Answers to the Big Questions) is een populair-wetenschappelijk boek geschreven door Stephen Hawking, zijn laatste boek, verschenen in 2018. Het boek was onvoltooid toen de auteur in maart 2018 overleed, maar werd voltooid met medewerking van zijn academische collega's, zijn familie en de Stephen Hawking Estate. Het boek onderzoekt enkele van de grootste mysteries van het universum en benadrukt dat wetenschap van groot belang is voor het oplossen van problemen op planeet Aarde. Wereldwijd zijn er honderdduizenden exemplaren van dit boek verkocht in vele vertalingen. Een deel van de royalty's gaat naar de Motor Neurone Disease Association en de Stephen Hawking Foundation.

## Opbouw
Het boek telt 263 pagina's en is onderverdeeld in tien hoofdstukken, die elk een van de "grote vragen" behandelen. Het eigenlijke boek wordt voorafgegaan door een "Opmerking van de uitgever", een voorwoord geschreven door Eddie Redmayne, die een Academy Award won voor zijn vertolking van Hawking in de film The Theory of Everything uit 2014, en een inleiding door de Nobelprijswinnende natuurkundige prof. Kip S. Thorne. Het boek wordt afgesloten door een nawoord van Lucy Hawking, de dochter van de auteur, en een dankbetuiging door de Stephen Hawking Estate.
Het boek behandelt vier hoofdthema's: Waarom zijn we hier?, Zullen we overleven?, Zal technologie ons redden of vernietigen? en Hoe kunnen we gedijen? Voordat Hawking met de beantwoording van die vragen begint, stelt hij de vraag: Waarom we de grote vragen moeten stellen? Die vraag beantwoordt hij aan de hand van enkele autobiografische verhalen. Hawking vindt dat we, net als kinderen, altijd vragen moeten blijven stellen. Bovendien moeten we werken aan de toekomst van de planeet en het heelal, een gezamenlijke toekomst.
Hawking splitst de hoofdthema's op in tien specifieke vragen, die hij in tien hoofdstukken beantwoord. Daarnaast bevat elk hoofdstuk een subvraag, een soort lezervraag, afgedrukt in een kader dat niet meer dan een bladzijde beslaat. Meestal betreft dat een veel gestelde vraag waar moeilijk antwoord op te geven is, of waarop Hawking een anekdotisch antwoord geeft. Hier volgen de tien hoofdstukken met specifieke vragen en subvragen:
1. Bestaat er een God? / Hoe past het bestaan van God in hoe u het begin en het einde van het heelal begrijpt? En als God bestond en u kreeg de kans hem te ontmoeten, wat zou u hem dan vragen?
2. Hoe is alles begonnen? / Wat was er voor de oerknal?
3. Is er intelligent leven elders in het heelal? / Als er ergens anders dan op aarde intelligent leven bestaat, zou dat dan lijken op de levensvormen die we kennen of heel anders zijn?
4. Kunnen we de toekomst voorspellen? / Is het binnen de wetten die het heelal beheersen, mogelijk dat we precies kunnen voorspellen wat er met ons in de toekomst gaat gebeuren?
5. Wat zit er in een zwart gat? / Kan een ruimtereiziger beter niet in een zwart gat vallen?
6. Zijn tijdreizen mogelijk? / Heeft het zin een feestje te organiseren voor tijdreizigers? En hoopt u dan dat er iemand op het feestje zal komen?
7. Zullen we overleven op aarde? / Wat is de grootste bedreiging voor de toekomst van deze planeet?
8. Moeten we de ruimte koloniseren? / Het tijdperk van ruimtereizen begint bijna. Wat denkt u dat dat voor ons betekent?
9. Zal kunstmatige intelligentie slimmer worden dan wij? / Waarom maken we ons zoveel zorgen over kunstmatige intelligentie? Mensen kunnen er toch op ieder moment de stekker uittrekken?
10. Hoe geven we de toekomst vorm? / Welk baanbrekend idee om de wereld te veranderen, klein of groot, zou u graag geïmplementeerd zien door de mensheid?

## Inhoud
Hawking bespreekt in het boek enkele van de grootste uitdagingen van deze tijd, waaronder klimaatverandering (de stijging van de temperatuur van de oceaan en het verdwijnen van de regenwouden zullen ertoe leiden dat "ons klimaat gaat lijken op dat van Venus: een kokendhete regen van zwavelzuur, maar met een temperatuur van wel 250 graden Celcius"), de dreiging van een nucleaire oorlog ("volgens mij is het bijna onvermijdelijk dat de aarde ergens binnen de komende duizend jaar, in de geologische tijd niet meer dan een oogwenk, getroffen zal worden door een nucleaire confrontatie of een milieuramp van ongekende omvang"), de dreiging van een asteroïde-inslag ("een botsing met een planetoïde, waartegen we niets kunnen doen"), de ontwikkeling van kunstmatige intelligentie (het is verleidelijk het idee van hoogintelligente machines af te doen als sciencefiction, maar dat zou een vergissing zijn, en mogelijk de grootste vergissing die we ooit hebben gemaakt") en genetische manipulatie ("het ontwikkelen van verbeterde mensen zal uiteraard grote sociale en politieke problemen veroorzaken met niet-verbeterde mensen").
Hawking onderkent de grote problemen van deze tijd, maar heeft een groot vooruitgangsgeloof. Zo gelooft hij dat kernenergie ons schone energie zou kunnen geven, zonder vervuiling of opwarming van de Aarde. Ook meent hij dat hersen-computerinterfaces het leren kan vergemakkelijken: "Als we een menselijk brein kunnen verbinden met het internet, dan zal de eigenaar de hele Wikipedia ter beschikking hebben als database van kennis." Tegelijkertijd worden "onderwijs en wetenschap en technologisch onderzoek meer bedreigd dan ooit". Hij raadt jongeren het volgende aan: "Kijk dus naar de sterren en niet naar je voeten. Probeer te begrijpen wat je ziet en vraag je af waardoor het heelal bestaat. Wees nieuwsgierig.[...] Het is belangrijk dat je niet opgeeft. Laat je verbeelding de vrije loop. Vorm de toekomst."

## Publicatie

### Uitgaven (selectie)
Hawkings laatste boek is verschenen in tientallen talen. Hieronder een selectie:
- (en)  Stephen Hawking: Brief Answers to the Big Questions. John Murray Publishers (hardcover) / Hodder & Stoughton (paperback) / Bantam Books (VS) (oorspronkelijke uitgave: 16 oktober 2018)
- (it)  Stephen Hawking & Daniele Didero (vertaler): Le mie risposte alle grandi domande. Rizzoli (16 oktober 2018)
- (nl)  Stephen Hawking & Rob de Ridder (vertaler): De antwoorden op de grote vragen. Het Spectrum (16 oktober 2018)
- (fr)  Stephen Hawking & Tania de Loewe (vertaler): Brèves réponses aux grandes questions. Éditeur Odile Jacob (17 oktober 2018)
- (de)  Stephen Hawking & Hainer Kober m.m.v. Susanne Held (vertalers): Kurze Antworten auf große Fragen. Klett-Cotta Verlag (27? oktober 2018)
- (es)  Stephen Hawking & David Jou Mirabent (vertaler): Breves respuestas a las grandes preguntas. Editorial Crítica (30 oktober 2018)
- (pl)  Stephen Hawking & Marek Krośniak (vertaler): Krótkie odpowiedzi na wielkie pytania. Zysk i S-ka (12 november 2018)
- (pt)  Stephen Hawking & Pedro Carvalho e Guerra (vertaler): Breves respostas para grandes perguntas. Planeta (22 november 2018)
- (id)  Stephen Hawking & Haz Algebra (vertaler): Jawaban singkat atas pertanyaan besar. Global Indo Kreatif (december 2018)
- (tr)  Stephen Hawking & Mehmet Ata Arslan (vertaler): Büyük Sorulara Kısa Yanıtlar. Alfa Yayıncılık (januari 2019)
- (zh)  Stephen Hawking & Cai Kunxian (vertaler): 留給世人的十個大哉問與解答 (Liú gěi shìrén de shí gè dàzāi wèn yǔ jiědá). Tiānxià wénhuà (25 februari 2019)
- (ru)  Stephen Hawking & S.P. Bavin (vertaler): Краткие ответы на важные вопросы. Bombora (2021)

### Ontvangst
- De recensent van de Britse krant The Guardian vond het boek "moeiteloos leerzaam, boeiend, actueel en – waar het erop aankomt – geestig." Wel merkte hij op dat mensen die Hawking al langer volgen, wellicht weinig nieuws zullen ontdekken. De recensent besloot: "Mensen die pleiten voor goed onderwijs voor iedereen, een fatsoenlijk gefinancierde NHS en serieuze investeringen in wetenschappelijk onderzoek, zullen hem [Hawking] als vriend herontdekken. Hij heeft geen hoge pet op van de anti-immigratie-ideologieën van Brexit of Trump, maar vermeldt dat slechts kort in het voorbijgaan."[11]
- De recensent van de Amerikaanse nieuws- en opiniewebsite Vox vond Hawking "grappig en optimistisch, zelfs als hij ons waarschuwt dat kunstmatige intelligentie ons waarschijnlijk te slim af zal zijn, dat de rijken zich zullen ontwikkelen tot een bovenmenselijke soort, en dat de planeet afstevent op totale onbewoonbaarheid.[...] Het boek is uiteindelijk een oordeel over de toekomst van de mensheid. Op het eerste gezicht houdt het oordeel in dat we gedoemd zijn. Maar als je dieper graaft, zie je hier nog iets anders, een geloof dat menselijke wijsheid en innovatie onze eigen vernietiging zullen dwarsbomen, zelfs als we er vastbesloten in lijken te zijn om dat te bewerkstelligen."[12]
- De Nederlandse astronoom en kosmoloog Vincent Icke was niet onverdeeld positief over het boek. Op de recensiesite Bazarow schreef hij dat hij Hawkings uitleg van bekende natuurkunde niet overtuigend vond; daarover bestaan betere boeken. De titel van het boek had volgens Icke beter kunnen luiden: "Mijn mening over een aantal grote vragen". Het eerste hoofdstuk (Bestaat er een God?) vond hij het minst geslaagd: "Van de talloze varianten van het godsargument heeft Hawking weinig begrepen. Bijna niemand die een of andere geest of god aanbidt doet dat om te verklaren waarom de zon schijnt. Mensen geloven om psychologische redenen, bijvoorbeeld angst voor de dood. Of om sociale redenen." De hoofdstukken 5,6 en 9 vond hij daarentegen zeer geslaagd. Icke was niet te spreken over de vertaling door Rob de Ridder en gaf daarvan enkele volgens hem onbegrijpelijke voorbeelden: "Welja. Dat komt ervan als je Google Translate gebruikt, in plaats van een natuurkundige te raadplegen."[13]